# فرانك هانون
فرانك هانون (بالإنجليزية: Frank Hannon)‏ هو ملحن وعازف قيثارة أمريكي، ولد في 3 أكتوبر 1966 في ساكرامنتو في الولايات المتحدة.

## وصلات خارجية
- الموقع الرسمي
- فرانك هانون على موقع IMDb (الإنجليزية)
- فرانك هانون على موقع ميوزك برينز (الإنجليزية)
- فرانك هانون على موقع أول ميوزيك (الإنجليزية)
- فرانك هانون على موقع ديسكوغز (الإنجليزية)
- فرانك هانون على موقع قاعدة بيانات الفيلم (الإنجليزية)